# Okulokardialer Reflex
Der Okulokardiale Reflex („Augen-Herz-Reflex“) tritt bei Druck auf den Augapfel (Bulbus oculi) oder bei Zug an den Augenmuskeln auf. Der Organismus reagiert mit einem Abfall der Herzschlagfrequenz (Bradykardie) und des Blutdrucks (Hypotonie) sowie mit vertiefter Atmung und Brechreiz. Dies kann bei Augenmuskeloperationen zu Zwischenfällen führen.

## Nomenklatur
Der okulokardiale Reflex wurde auch als Aschner-Bulbusdruckversuch, Aschner-Bulbusreflex, Aschner-okulokardialer Reflex, Aschner-Phänomen, Aschner-Dagnini-Reflex, Aschner’s phenomenon, Aschner’s test bezeichnet. Das Reflexphänomen wurde nahezu gleichzeitig von Aschner und Dagnini beschrieben. Einige Monate vor Aschners Mitteilung publizierte Dagnini am 17. Juni 1908 das an zwei komatösen Patienten beobachtete Reflexphänomen und deutete es als Einfluss peripherer Vagusstimulation. Im Oktober 1908 folgte unabhängig davon Aschners Veröffentlichung zum gleichen Thema. Aschner hatte den Bulbusdruckversuch erstmals in einer Vorlesung von Wagner-Jauregg gesehen und klärte ihn auf experimentellem Wege auf. Die unvermeidliche Frage nach der Priorität des Erstbeschreibers dieses Phänomens beherrschte einige Zeit die wissenschaftliche Diskussion.

## Bulbusdruckversuch
Der okulokardiale Reflex führt bei Druck auf den Bulbus oculi (bis zur Schmerzempfindung) vor allem zur reflektorischen Pulsverlangsamung, Blutdruckabfall, Vertiefung der Atmung und Induktion von Brechreiz. Zunächst wurde eine Erhöhung des Hirndrucks auf dem Weg der Sehnervenscheiden als Ursache vermutet, dann aber der nervöse Reflexcharakter tierexperimentell erbracht.
Der Bulbusdruckversuch dient dem Nachweis vegetativer Labilität (Vagotonie), er kann aber auch therapeutisch zur Unterbrechung paroxysmaler Tachykardien genutzt werden. Der Versuch kann unterschiedlich durchgeführt werden: 
- Fingerdruck und Auflage von Gewichten, bei 5 bis 10 Minuten andauerndem Druck auf den Augapfel, der eine Gewichtsbelastung von 100 bis 150 g nicht übersteigen sollte.
- Einminütige Druckversuche mit Unterbrechungen von 2 bis 3 Sekunden.

Beide Versuchsarten sollen keine Schädigung der Netzhaut verursachen können. Der okulokardiale Reflex ist bei über 50-Jährigen häufiger auslösbar. 
Die okuläre Gewichtsbelastung zu Versuchszwecken beträgt bei normalem Augeninnendruck (15 mmHg) und einem Brachialisdruck von 120/80 mmHg 105 g und bei normalem Augeninnendruck mit einer arteriellen Hypertonie von 180/110 mmHg 238 g.